# Torneio Internacional de Durban
O Torneio Internacional de Durban (oficialmente Durban Under 19’s International Football Tournament), é um torneio de futebol Sub-19 disputado na cidade Sul Africana de Durban. O torneio é organizado pela Associação de Futebol da África do Sul (SAFA) e disputada entre oito equipes de confederações distintas.
Para a África do Sul, o torneio não só proporciona a oportunidade de ver alguns dos jogadores jovens mais talentosos que atuam em alguns dos clubes mais conhecidos do mundo em 16 jogos ao longo de 10 dias, mas também, e mais importante, dar a oportunidade para que os melhores jovens futebolistas da África do Sul de jogarem contra os seus homólogos internacionais para aprender e melhorar com esta experiência desafiadora e gratificante.

## História
No dia 14 de março de 2014, no Estádio Moses Mabhida, em Durban, o governo de KwaZulu-Natal, o município metropolitano de eThekwini, juntamente com a Associação de Futebol da África do Sul (SAFA) e o patrocinador suéco IEC in Sports, anunciaram uma nova iniciativa para promover o futebol na África do Sul e revelar jovens jogadores de futebol. Tratava-se do de um torneio para atletas da categoria Sub-19, que contaria com clubes de diversos continentes participando da competição.
Na primeira edição do torneio, foram convidados as equipes do Santos (Brasil) e do Boca Juniors (Argentina) representando a CONMEBOL, o Benfica (Portugal), Everton (Inglaterra), Feyenoord (Holanda) e Roma (Itália) representando a UEFA e as seleções da África do Sul e KwaZulu-Natal representando a CAF.
| “ | Estamos muito satisfeitos em poder anunciar hoje convidados internacionais de tamanho prestígio e glamour. Esses clubes não só representam o que há de melhor de suas respectivas ligas, bem como ex-jogadores como Eusébio, Pelé, Totti, Cruyff, Rooney e Maradona, mostrando que eles têm uma história ilustre e que esses jogadores Sub-19 simularão aqui em Durban. | ” |

A IEC firmou um contrato inicial de três anos, 2014, 2015 e 2016, tanto com o Município quanto com a Província de se tornar organizador e detentor dos direitos para o torneio. O Torneio será disputado anualmente em datas acordadas em julho ou agosto, para coincidir com o período da pré-temporada Sul-Africana e Europeia.

## Forma de disputa
O torneio é disputado através do sistema de Grupos e Eliminatórias. Na primeira fase, as oito equipes participantes são divididas em dois grupos de quatro, aonde disputam os jogos dentro de seu grupo, e são classificadas de acordo com o sistema de pontos corridos.
Para a segunda fase se classificam os dois primeiros colocados de cada grupo, respeitando-se os critérios de desempate da competição. Nesta fase os clubes se enfrentam em jogo único, o primeiro colocado do Grupo A enfrenta o segundo do Grupo B e o primeiro do Grupo B o segundo do Grupo A, classificando-se os vencedores de cada disputa à final da competição, que também ocorrerá em jogo único. Os perdedores dos confrontos semifinais, decidirão a terceira colocação também em jogo único.

## Desempenho por clube
| País          | Títulos     | Vice | 3º lugar | 4º lugar |
| ------------- | ----------- | ---- | -------- | -------- |
| Arsenal       | 2015 - 2016 |      |          |          |
| Santos        | 2014        |      |          |          |
| África do Sul |             | 2016 | 2015     |          |
| Benfica       |             | 2014 |          |          |
| PSV Eindhoven |             | 2015 |          |          |
| Boca Juniors  |             |      | 2014     |          |
| Sporting      |             |      | 2016     |          |
| Feyenoord     |             |      |          | 2014     |
| Stuttgart     |             |      |          | 2015     |
| TP Mazembe    |             |      |          | 2016     |

## Desempenho por país
| País                           | Títulos     | Vice | 3º lugar | 4º lugar |
| ------------------------------ | ----------- | ---- | -------- | -------- |
| Inglaterra                     | 2015 - 2016 |      |          |          |
| Brasil                         | 2014        |      |          |          |
| Portugal                       |             | 2014 | 2016     |          |
| África do Sul                  |             | 2016 | 2015     |          |
| Países Baixos                  |             | 2015 |          | 2014     |
| Argentina                      |             |      | 2014     |          |
| República Democrática do Congo |             |      | 2016     |          |